# Kissi (grupa etniczna)
Kissi – grupa etniczna w Afryce Zachodniej, zamieszkująca głównie Gwineę, Liberię i Sierra Leone. Posługują się językiem kissi z grupy języków nigero-kongijskich. Dzielą się na dwie grupy: Kissi Północni (649 tys.) i Kissi Południowi (258 tys.).
Kissi to przede wszystkim rolnicy. Na większości wzgórz i na niskich terenach bagnistych uprawiają ryż. Inne uprawy to m.in.: orzeszki ziemne, bawełna, kukurydza, banany, ziemniaki i melony. W małych ogródkach warzywnych uprawia się także: fasolę, pomidory, cebulę i paprykę. Kawa jest uprawiana jako produkt przeznaczony na handel. Większość rolników hoduje niektóre zwierzęta gospodarskie.

## Znani przedstawiciele Kissi
- Pascal Feindouno – gwinejski piłkarz